# Zenon Bryk
Zenon Bryk (ur. 10 stycznia 1940 w Borzymowie) – generał dywizji Wojska Polskiego.

## Życiorys
Syn Kazimierza, rolnika i Anieli z domu Wójcik. Ukończył szkołę podstawową w Oleśnicy (1954) i Technikum Ogrodnicze w Tarnowie (1959). W latach 1959–1962 był słuchaczem Oficerskiej Szkoły Piechoty nr 1 we Wrocławiu, którą ukończył we wrześniu 1962 i został promowany do stopnia podporucznika w korpusie oficerów wojsk zmechanizowanych. Po promocji został wyznaczony na dowódcę plutonu piechoty zmotoryzowanej w 40 Pułku Zmechanizowanym 10 Dywizji Pancernej w Opolu. Od 1965 dowódca kompanii zmotoryzowanej w stopniu porucznika, później szef sztabu batalionu w tym pułku. W latach 1967–1970 studiował w Akademii Sztabu Generalnego WP w Warszawie. Po ukończeniu studiów został starszym asystentem Oddziału Operacyjnego w Sztabie Śląskiego Okręgu Wojskowego we Wrocławiu.  W 1972 został szefem sztabu – zastępcą dowódcy 33 Pułku Zmechanizowanego w Nysie. W latach 1973–1975 był dowódcą 42 Pułku Zmechanizowanego w Żarach, następnie szefem sztabu – zastępcą dowódcy 5 Dywizji Pancernej w Gubinie w stopniu podpułkownika. W latach 1976–1978 studiował w Wojskowej Akademii Sztabu Generalnego Sił Zbrojnych ZSRR im. K. Woroszyłowa w Moskwie, po czym został dowódcą 20 Dywizji Pancernej w Szczecinku (1978–1979). Od listopada 1979 dowódca 4 Dywizji Zmechanizowanej w Krośnie Odrzańskim.
Na mocy uchwały Rady Państwa PRL z 24 września 1983 mianowany na stopień generała brygady; nominację wręczył mu w Belwederze 10 października 1983 przewodniczący Rady Państwa PRL prof. Henryk Jabłoński. W latach 1984–1989 był zastępcą dowódcy Śląskiego Okręgu Wojskowego do spraw liniowych, a od czerwca 1989 do grudnia 1990 szefem sztabu – zastępcą dowódcy Warszawskiego Okręgu Wojskowego. W październiku 1991 powierzono mu dowództwo Grupy Organizacyjno-Przygotowawczej, której zadaniem była reaktywacja i organizacja Dowództwa Krakowskiego Okręgu Wojskowego. W latach 1992–1999 był dowódcą Krakowskiego Okręgu Wojskowego. Jako dowódca tego okręgu współtworzył m.in. wojska aeromobilne oraz Polsko-Ukraiński Batalion Sił Pokojowych. Podległe mu jednostki podjęły misje w ramach operacji pokojowych realizowanych przez ONZ na Bałkanach. 3 września 1993 mianowany na mocy postanowienia Prezydenta RP do stopnia generała dywizji; nominację wręczył mu 11 listopada 1993 prezydent RP Lech Wałęsa. W 1999 kierował likwidacją Krakowskiego Okręgu Wojskowego, którego był pierwszym i jedynym dowódcą.
W latach 1981–1986 członek Centralnej Komisji Rewizyjnej PZPR. Od 25 maja 1999 w stanie spoczynku.

## Awanse
- podporucznik – 1962
- porucznik – 1965
- kapitan – 1969
- major – 1972
- podpułkownik – 1975
- pułkownik – 1978
- generał brygady – 1983
- generał dywizji – 1993

## Ordery i odznaczenia
- Krzyż Komandorski Orderu Odrodzenia Polski (1999)
- Krzyż Oficerski Orderu Odrodzenia Polski
- Krzyż Kawalerski Orderu Odrodzenia Polski (1984)
- Medal 40-lecia Polski Ludowej
- Złoty Medal „Siły Zbrojne w Służbie Ojczyzny”
- Srebrny Medal Siły Zbrojne w Służbie Ojczyzny
- Złoty Medal Za zasługi dla obronności kraju
- Srebrny Medal Za zasługi dla obronności kraju
- Brązowy Medal Za zasługi dla obronności kraju
- Order Podwójnego Białego Krzyża III klasy Republiki Słowackiej (1998)
- Medal „Za umacnianie Przyjaźni Sił Zbrojnych” II stopnia (CSSR, 1984)[2]

## Życie prywatne
W młodości był reprezentantem Wojska Polskiego w trójboju wojskowym. Mieszka w Niepołomicach. Żonaty, żona Anna, jedna córka.